# Alfred Lecerf
Alfred Lecerf (Eupen, 4 oktober 1948 – aldaar, 7 februari 2019) was een Belgisch Duitstalig politicus. Hij was lid van de Christlich Soziale Partei.  

## Publieke functies
- 1976-2018 : gemeenteraadslid in Lontzen
- 1978-1981 : lid van het Parlement van de Duitstalige Gemeenschap
- 1994-2018 : burgemeester van Lontzen